# 1832 au Canada
Pour un article plus général, voir Chronologie du Canada.
Cet article traite des événements qui se sont produits durant l'année 1832 au Canada.

## Événements

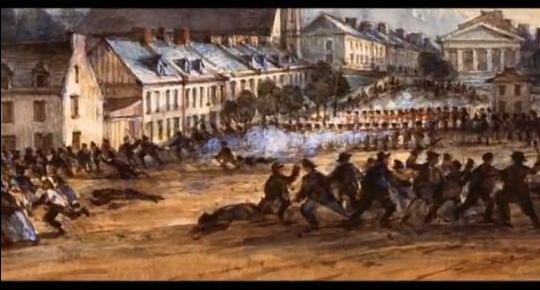
Émeute de patriotes lors de l'élection complémentaire à Montréal

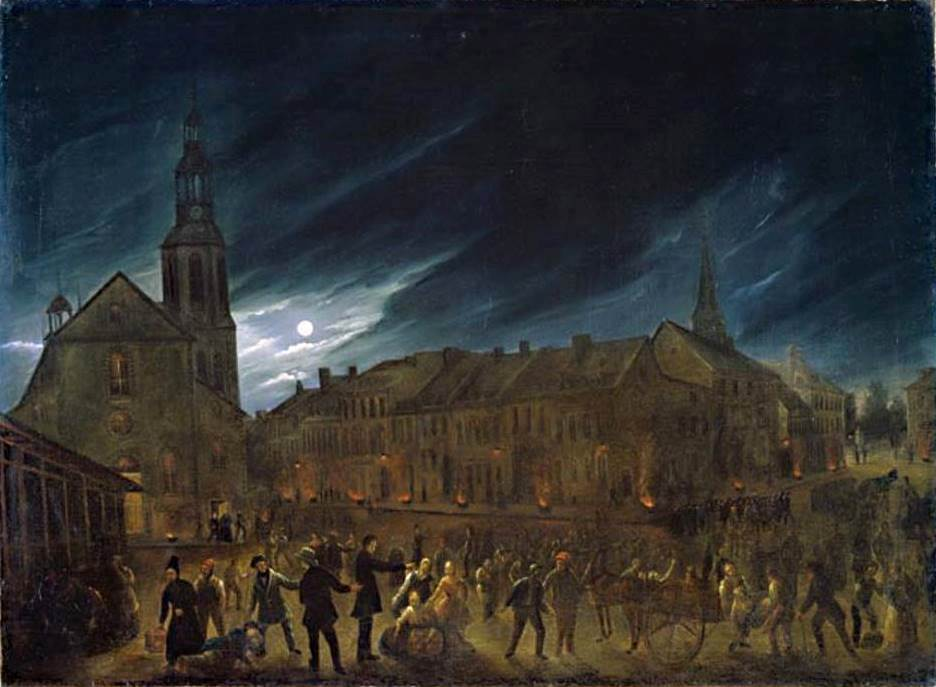
Le choléra à Québec en 1832 - Joseph Legaré

- 21 mai : troubles nationalistes à Montréal à l’occasion d’une élection complémentaires. La troupe intervient contre les manifestants, faisant trois morts et plusieurs blessés graves. La population interprète le « massacre » des Montréal comme une action préméditée du gouverneur Dalhousie.
- 9 juillet : création de la Republic of Indian Stream à la frontière des États-Unis et du Canada (fin en 1835).
- Novembre : première élection générale à Terre-Neuve (en)
- Première épidémie de choléra en Nouvelle-France, et création de la première station de quarantaine à Grosse-Île.
- Achèvement du canal Rideau entre Ottawa et Kingston.
- Fondation de la British American Land Company devant favoriser la colonisation des cantons de l'est au Bas-Canada.

### Exploration de l'Arctique
- Les membres de l'expédition de John Ross sont contraints d'abandonner leur navire Victory qui est resté coincé dans la glace pendant trois ans. Ils rejoignent le navire échoué HMS Fury d'où ils vont passer un quatrième hiver dans cette région.

## Naissances
- 27 mars : Benjamin Pâquet, prêtre et recteur de l'université Laval. († 25 février 1900)
- Félix-Gabriel Marchand, né en 1832, notaire, écrivain, journaliste et premier ministre du Québec de 1897 à 1900. († 25 septembre 1900)

## Décès
- 18 juillet : Daniel Tracey, politicien et médecin.